# おーはしるい
おーはしるい（11月25日 - ）は、日本の4コマ漫画家。群馬県みどり市（旧・勢多郡東村）出身、埼玉県在住。

## 概要
デビュー作は竹書房『まんがくらぶ』に掲載された「きょーだい生活」。
芳文社、竹書房の4コマ雑誌で作品を発表しているが、かつてはストーリーものも描いていた。当初はストーリーものでは「萩原みゆき」名義を使用していたが現在は「おーはしるい」に統一されている。他に「やぎあきは」、「野の元舞」名義でヘビーユーザーである『ラグナロクオンライン』を初めとするゲーム関係のアンソロジーも描いている。
なお、ペンネームの「おーはし」は本名（旧姓）で、「るい」は中学時代に好きだったアニメのキャラクターから拝借したという。
過去の作品の単行本の穴埋め漫画や本人ブログによると、小笠原朋子、松田円、杜菜りの（千葉なおこ）らと親交があるほか、師走冬子とは10年来の友人であり、最近では同い年の娘を持つなど共通点が多い浜口乃理子とも親交が深い｡
芳文社、竹書房ではキャラの描き方が若干違いがある。一部例外もあるが芳文社作品では鼻がなく、竹書房作品では鼻がある。
2004年8月に第一子である女児を出産。懐妊から出産、育児の様子は『まんがタイムファミリー』連載の「ふーare you!」にて描かれていた。
2005年3月ごろから点目を除くキャラ達の目の白い部分が楕円から小さい丸に変わった。
2008年10月4日から11月3日にかけて、地元群馬県みどり市にて原画展を開催。また、2010年8月18日から約1ヶ月間2度目の原画展が同市にて開催された。
2013年現在、商業誌への連載作品数は6作品6誌となっている。また、竹書房の再録4コマ誌『まんがライフセレクション』も『おーはしるい特集号』として年に1、2回のペースで発行されている。かつてはひらのあゆ、むんこらと共に芳文社の再録4コマ誌『まんがタイムコレクション』のローテーションの柱を務めていた。

## 作品リスト
独立記事がある作品の書誌情報の詳細はそれぞれの作品記事を参照。

### おーはしるい名義
注記のないものは4コマ。

#### 連載中の作品
- 私、視えないんです？ - ぶんか社 『本当にあった笑える話』 - 非4コマ作品
  - 単行本（ぶんか社 ぶんか社コミックスより刊行）
    1. 2022年7月14日発売[3]、ISBN 978-4-8211-2954-6
- 推しの為ならなんでもします！ - 竹書房『まんがライフオリジナル』2023年5月号[4] -
  - 単行本（竹書房 バンブーコミックスより刊行）
    1. 2024年6月17日発売[5][6]、ISBN 978-4-8019-8328-1
    2. 2025年3月17日発売[7]、ISBN 978-4-8019-8599-5

#### 連載が終了した作品
- デンジャラスな彼女- 芳文社 『まんがタイムジャンボ』
- 会計チーフはゆ〜うつ - 芳文社 『まんがタイムラブリー』
  - 単行本（芳文社まんがタイムコミックスより刊行）
- みすずAttack!! - 芳文社 『まんがタイムダッシュ』
  - 『会計チーフはゆ〜うつ』第5巻に併録。
- エリザベスもゆ〜うつ - 芳文社 『まんがタイムナチュラル』
  - 『会計チーフはゆ〜うつ』第4・5巻に併録。
- いまドキ! - 芳文社 『まんがタイムきららキャラット』
- わくわくワーキング - 竹書房 『まんがライフ』
  - 単行本（竹書房 バンブーコミックスより刊行）
- ふーare you! - 芳文社 『まんがタイムファミリー』
  - 単行本（芳文社 まんがタイムコミックスより刊行）
    1. 2006年10月22日初刷発行、2006年10月6日発売、ISBN 4-8322-6494-X （『夫婦な生活』第9巻と同日）
    2. 2008年3月22初刷発行、2008年3月7日発売、ISBN 978-4-8322-6617-9
    3. 2009年11月21日初刷発行、2009年11月7日発売、ISBN 978-4-8322-6790-9
      - 背の題名表記は上記の通り（雑誌掲載時と同じ）であるが、表紙では『ふーare you! おーはしるいの育児日記 n』、中表紙では『ふーare you! n　おーはしるいの育児日記Note no.n』と表記（nは巻数）
      - ゲストとして1-2巻に、浜口乃理子著・『のんコレクション』を併録（1巻に『まんがタイムラブリー』2006年1月号掲載分、2巻に同誌同年10月号掲載分を収録）
- ばつ×いち - 竹書房 『まんがライフオリジナル』
  - 単行本（竹書房 バンブーコミックスより刊行）
- Welcome! つぼみ園 - 芳文社 『まんがタイムラブリー』→『まんがタイム』に移籍
  - 単行本（芳文社 まんがタイムコミックスより刊行）
- リフォーム! - 芳文社 『まんがタイムファミリー』
  - 単行本（芳文社 まんがタイムコミックスより刊行）
    1. 2011年6月22日初刷発行、2011年6月7日発売、ISBN 978-4-8322-6973-6
    2. 2012年9月21日初刷発行、2012年9月6日発売、ISBN 978-4-8322-6973-6
- そんな毎日 - 竹書房 『あにまるパラダイス』→『まんがくらぶオリジナル』に移籍→休刊後、まんがライフMOMOにゲスト扱いで複数話発表。元々Vanilla（講談社）に連載されたストーリー漫画であったが休刊に伴い竹書房に移籍
  - 単行本『そんな毎日 ポパイ狂騒曲♪』（竹書房 バンブーコミックスより刊行）
    1. 初刷は巻数表示無し 2005年7月16日初刷発行、2005年7月16日発売[8]、ISBN 4-8124-6216-9　- Vanilla版収録
    2. 2009年2月16日初刷発行、2009年2月2日発売[9]、ISBN 978-4-8124-7039-8
    3. 2011年3月8日初刷発行、2011年2月22日発売[10]、ISBN 978-4-8124-7039-8
    4. 2012年7月11日初刷発行、2012年6月27日発売[11]、ISBN 978-4-8124-7903-2
    5. 2014年5月11日初刷発行、2014年4月26日発売[12]、ISBN 978-4-8124-8564-4　- 『まんがライフセレクション』初出の、『ポパイのおしゃべり♥』（「動物のおしゃべり♥」スペシャル掲載）3話分と『ちびすけの話』（「にゃんらぶ」掲載）を併録
    6. 2017年5月11日初刷発行、2017年4月27日発売[13]、ISBN 978-4-8019-5917-0 - 『ポパイのおしゃべり♥』3話分を併録
- HONEY VOICE - 竹書房 『まんがライフMOMO』
  - 単行本（竹書房 バンブーコミックスより刊行）
- パパとママとふーちゃん♥ - 竹書房 『すくすくパラダイス』
  - 『ちび♥ぷり 娘プリンセス化計画』に併録。
- ちび♥ぷり - 竹書房 『すくすくパラダイス』
  - 非4コマ作品
  - 単行本『ちび♥ぷり 娘プリンセス化計画』（書籍扱い、竹書房 すくパラセレクションより刊行）
単巻（2011年8月25日初刷発行、2011年8月18日発売）、ISBN 978-4-8124-4686-7
- 毎日が新選組! - 芳文社 『まんがタイムファミリー』
  - 単行本（芳文社 まんがタイムコミックスより刊行、全3巻）
    1. 2014年11月22日初刷発行、2014年11月7日発売[14]、ISBN 978-4-8322-5337-7
    2. 2016年3月22日初刷発行、2016年3月7日発売[14]、ISBN 978-4-8322-5464-0
    3. 2017年7月6日発売[14]、ISBN 978-4-8322-5605-7
- 夫婦な生活/ご夫婦ダイアリー→もっと!夫婦な生活 - 芳文社 『まんがホーム』 （ほか『まんがタイムジャンボ』『まんがタイムオリジナル』『まんがタイム』）
  - 『夫婦な生活』は一部が非4コマ作品
  - 単行本（芳文社 まんがタイムコミックスより刊行）
- あい・ターン - ぶんか社 『主任がゆく！スペシャル』Vol.89 - 91（ゲスト扱い）→Vol.92 - Vol.194[15]
  - 単行本（ぶんか社 ぶんか社コミックスより刊行）
    1. 2017年5月1日初刷発行（2017年4月14日発売[16]）、ISBN 978-4-8211-3410-6
    2. 2018年11月14日発売[17]、ISBN 978-4-8211-3715-2
    3. 2020年1月14日発売[18]、ISBN 978-4-8211-3866-1
    4. 2021年6月14日発売[19]、ISBN 978-4-8211-2760-3
    5. 2022年6月14日発売[20]、ISBN 978-4-8211-2953-9
    6. 2023年8月12日発売[21]、ISBN 978-4-8211-5635-1
    7. 2024年11月25日発売[22]、ISBN 978-4-8211-5876-8
- かのんとぱぱ - 双葉社 『まんがタウン』2019年10月号 - 2022年5月号
  - 単行本（双葉社 アクションコミックスより刊行）
    1. 2021年3月12日発売[23]、ISBN 978-4-575-94583-6
    2. 2022年5月12日発売[24]、ISBN 978-4-575-94605-5
- 醍鹿館のシェアメイト - 竹書房 『まんがライフ』[25]2020年2月号 - 2022年9月号→『まんがライフオリジナル』[26]2022年9月号 - 2022年12月号
  - 単行本（竹書房 バンブーコミックスより刊行）
    1. 2021年5月27日発売[27]、ISBN 978-4-8019-7301-5
    2. 2022年2月26日発売[28]、ISBN 978-4-8019-7564-4
    3. 2023年1月17日発売[29]、ISBN 978-4-8019-7925-3

### 野の元舞名義、やぎあきは名義
下記のレーベルのゲームアンソロジーの一部に執筆している。
- コーエー Koei game comics
- 光文社 火の玉ゲームコミックシリーズ
- 一迅社 IDコミックス DNAメディアコミックス